# Lamalonga
Lamalonga é uma povoação portuguesa sede da Freguesia de Lamalonga do Município de Macedo de Cavaleiros, freguesia com 16,97 km² de área e 339 habitantes (censo de 2021), tendo, por isso, uma densidade populacional de 20 hab./km².

## Demografia
A população registada nos censos foi:
| Distribuição da População por Grupos Etários | Distribuição da População por Grupos Etários | Distribuição da População por Grupos Etários | Distribuição da População por Grupos Etários | Distribuição da População por Grupos Etários |
| -------------------------------------------- | -------------------------------------------- | -------------------------------------------- | -------------------------------------------- | -------------------------------------------- |
| Ano                                          | 0-14 Anos                                    | 15-24 Anos                                   | 25-64 Anos                                   | > 65 Anos                                    |
| 2001                                         | 68                                           | 48                                           | 208                                          | 151                                          |
| 2011                                         | 45                                           | 37                                           | 182                                          | 138                                          |
| 2021                                         | 30                                           | 26                                           | 146                                          | 137                                          |

## Património
- Igreja Matriz de Lamalonga ou Igreja de Nossa Senhora dos Reis de Lamalonga - Imóvel de Interesse Público candidato a património mundial[carece de fontes?]
- Via Romana XVII – Braga/Astorga (troço Macedo de Cavaleiros)

## Aldeias
- Argana
- Fornos de Ledra
- Lamalonga (aldeia)
- Vila Nova da Rainha